# SolidWorks
SOLIDWORKS是達梭系統（Dassault Systèmes S.A.）旗下的SOLIDWORKS公司开发的，运行在微软Windows平台下的3D CAD软件。SOLIDWORKS是热门的CAD软件之一：截至2011年第一季度，全球约有150多万工程师，设计师和约15万家公司是SOLIDWORKS的用户。2010年其总收入达到4.17亿美元。台灣地區總代理為實威國際。

## 歷史
SolidWorks公司成立於1993年12月，其總部設在美國麻州康克爾郡，西元1995年發表其第一款產品SolidWorks 95，1997年被达索系统併購，SolidWorks公司現在是达索系统的子公司。

## 市場
SolidWorks的是產品設計師和機械工程師使用的軟體，全世界其用戶範圍從個人到大公司，涵蓋非常廣泛的橫截面製造業細分市場。商業銷售是通過間接渠道，其中包括遍及世界各地的交易商和合作夥伴。

## 版本
SolidWorks的CAD軟體，可分3種商業版和3種教育版。
| 版本名稱            | 版本號 | 發布日期      |
| ------------------- | ------ | ------------- |
| SolidWorks 95       | 1      | 1995年11月    |
| SolidWorks 96       | 2      | 1996          |
| SolidWorks 97       | 3      | 1996          |
| SolidWorks 97Plus   | 4      | 1997          |
| SolidWorks 98       | 5      | 1997          |
| SolidWorks 98Plus   | 6      | 1998          |
| SolidWorks 99       | 7      | 1998          |
| SolidWorks 2000     | 8      | 1999          |
| SolidWorks 2001     | 9      | 2000          |
| SolidWorks 2001Plus | 10     | 2001          |
| SolidWorks 2003     | 11     | 2002          |
| SolidWorks 2004     | 12     | 2003          |
| SolidWorks 2005     | 13     | 2004          |
| SolidWorks 2006     | 14     | 2005          |
| SolidWorks 2007     | 15     | 2006          |
| SolidWorks 2008     | 16     | 2007年7月1日  |
| SolidWorks 2009     | 17     | 2008年1月28日 |
| SolidWorks 2010     | 18     | 2009年12月9日 |
| SolidWorks 2011     | 19     | 2010.06.17    |
| SolidWorks 2012     | 20     | 2011.09       |
| SolidWorks 2013     | 21     | 2012.09       |
| SolidWorks 2014     | 22     | 2013.10.07    |
| SolidWorks 2015     | 23     | 2014.09.09    |
| SolidWorks 2016     | 24     | 2015.10.01    |
| SolidWorks 2017     | 25     | 2016.09.19    |
| SolidWorks 2018     | 26     | 2017.10       |
| SolidWorks 2019     | 27     | 2018.10.09    |
| SolidWorks 2020     | 28     | 2019.11.14    |
| SolidWorks 2021     | 29     | 2020.10.05    |
| SolidWorks 2022     | 30     | 2021.11.22    |
| SolidWorks 2023     | 31     | 2022.11.21    |
| SolidWorks 2024     | 32     | 2023.11.06    |

### 商用版
- SOLIDWORKS Standard
- SOLIDWORKS Professional
- SOLIDWORKS Premium
- SOLIDWORKS Simulation
- SOLIDWORKS Flow Simulation
- SOLIDWORKS Plastics
- SOLIDWORKS Electrical
- SOLIDWORKS Composer
- SOLIDWORKS Visualize
- SOLIDWORKS MBD
- SOLIDWORKS Inspection
- SOLIDWORKS PDM

#### SOLIDWORKS Standard（標準版）
SOLIDWORKS Standard，包括：零件、組合件、工程圖、熔接、鈑金、模具、曲面...等，也可以交換2D(DWG)和CAD軟體產生多種格式。
- Motion Study（動作研究）：機構模擬運動

#### SOLIDWORKS Professional（專業版）
SOLIDWORKS Professional包括SOLIDWORKS核心產品，另添加幾個模組：
- Design Checker（設計標準檢查）
- eDrawings Professional（電子視圖專業版）
- FeatureWorks（特徵辨識）
- ScanTo3D (Utility for converting scanned data into solid models)
- PDMWorks Workgroup（產品資料管理）
- Task Scheduler（排程系統）
- Toolbox（市購件工具箱，零件庫）
- Utilities (Additional tools for selecting features and comparing features and geometry)

#### SOLIDWORKS Premium（頂級，俗稱白金版）
SOLIDWORKS Premium 包含Professional，額外添加了以下模組：
- Simulation部分功能（最常用的設計驗證工具，提供對零件、組合件的應力、應變和位移分析功能）
- Motion部分功能 (常用來分析組合件運動過程中所產生的摩擦力與動能損失)
- Routing (Piping, Tubing, plus Wiring and Harness layout)
- TolAnalyst（GD&T Tolerance analyse tool，公差分析）
- CircuitWorks (a bi-directional IDF and PADS file interface)
- Sustainability（環保綠化指標分析）

### 教育版
- SolidWorks Education Edition

此版本是教導學生（小學、初（國）中、高中、職業學校、專科、學院和大學）。當要列印時圖紙時有「SolidWorks教育版」的浮水印。
- SolidWorks Student Edition

此版本為學生在課堂以外的地方使用括所有教育版相同的功能。
- SolidWorks Student Design Kit

此版本是功能上有限制的SolidWorks教育版本。

## 版本歷史
以往版本：
- SolidWorks 95
- SolidWorks 96
- SolidWorks 97
- SolidWorks 98
- SolidWorks 98 Plus
- SolidWorks 99
- SolidWorks 2000
- SolidWorks 2001
- SolidWorks 2001 Plus
- SolidWorks 2003
- SolidWorks 2004
- SolidWorks 2005（Native Windows x86-64 version was released from SP4.0 onwards）
- SolidWorks 2006（A Beta version for Vista exists with limited support.，SolidWorks 2006 SP? Starting to use activation by online）
- SolidWorks 2007（PDM Enter
2013 Beta2012/6月發表
2013 SP0 2012/10月正式發布
- SolidWorks 2014 -（2013年10月正式发布）
- SolidWorks 2015 -（2014年9月正式发布）
- SolidWorks 2016 -（2015年10月正式发布）
- SolidWorks 2017 -（2016年10月正式发布）

## 建模方法

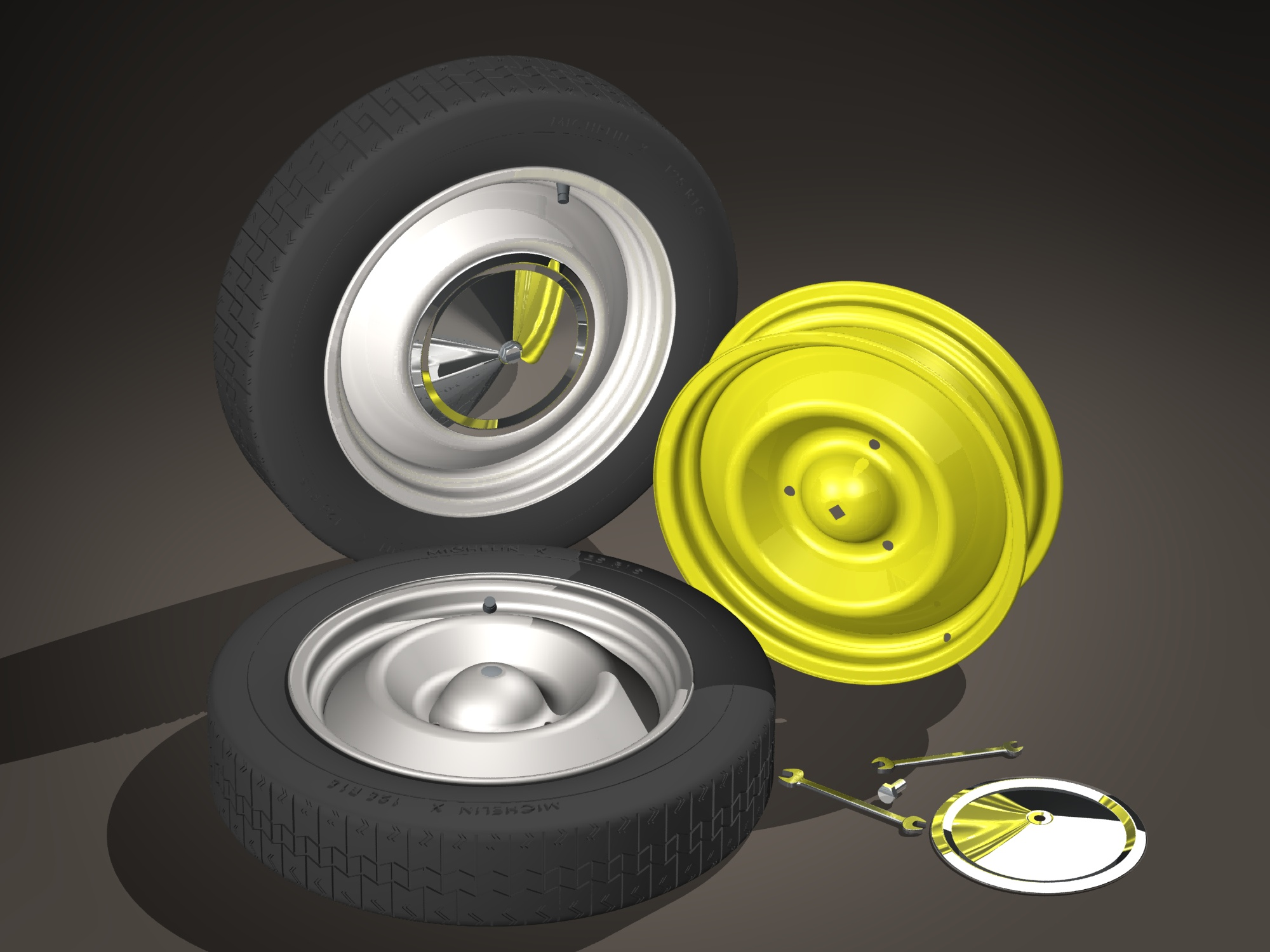

不同的軟體功能

模擬

SolidWorks採取Parasolid繪圖核心，採用參數化特徵為基礎建立模型和組合件。
參數可以是數值參數，如線路長度或直徑圓圈，或幾何限制，如切線，平行，同心，水平或垂直。
設計意圖是如何創造者的部分要它響應變化和更新。例如，希望該洞頂部的留在頂面，無論高度或大小。SolidWorks允許指定該洞是一個功能的頂部表面，然後將您的設計意圖榮譽不管你後來給了高度的可以。
特徵指是積木一部分。他們形狀和操作構建的一部分。基於形狀特徵通常開始於2D或3D草圖的形狀，如管路接頭、孔、槽等形狀，然後這擠壓或削減到添加或刪除材料的一部分。經營性功能沒有素描基礎，包括功能，如魚片、倒角、貝殼、草案的適用面臨的一個組成部分，等等螢幕快照捕獲從SolidWorks的自頂向下的設計方法。
在SolidWorks中建立一個模型通常始於一個2D草圖（儘管3D草圖可用於高級用戶）。該草圖由幾何，如點，線，弧，圓錐曲線（雙曲線除外）和公式。尺寸添加到素描來定義的大小和位置的幾何形狀。關係是用來定義屬性，如切、平行、垂直、同心圓。SolidWorks的參數化性質意味著驅動器的尺寸和幾何關係，而不是相反。在草圖的尺寸可以獨立控制，或由其他參數的關係，以內部或外部的素描。
SolidWorks開創能力的用戶回滾透過歷史一部分，以便進行修改、添加額外的功能或改變順序的操作執行。後來基於特徵的實體建模軟件複製這個想法。
在一個集會，模擬素描關係是隊友。正如素描關係的界定條件，如切，平行，同心度和幾何方面的素描，集會隊友定義等價關係方面的個別部件或組件，使施工簡便的程序集。SolidWorks的還包括其他先進的配套功能，如凸輪從動齒輪和隊友，這讓為藍本，以準確地重現齒輪組件的旋轉運動的一個實際的齒輪火車。
最後，圖紙可以創建或者從零件或組件。點擊自動生成的實體模型，並指出尺寸和公差然後可以很容易地添加到繪圖的需要。該繪圖模塊包括大部分的紙張大小和標準（ANSI、ISO、DIN、GOST、JIS、BSIandGB）。

## 文件格式
SolidWorks文件使用Microsoft結構化儲存文件格式。這意味著各種文件嵌入在每個slddrw、sldprt、sldasm檔案，SolidWorks 2024 支援下列文件格式：依字母排序
- 3D Maunfacturing Format（*.3MF）
- 3DXML（*.3DXML）
- ACIS（*.sat,sab）
- Add-ins（*.dll）,Dynamic-link_library動態連結資料庫
- Additive Maunfacturing File（*.AMF）
- Adobe Illustrator （*.ai）
- Adobe Photoshop(*.psd）
- Adobe Portable Document Format（*.PDF ）
- Autodesk Inventor Part（*.ipt）
- Autodesk Assembly（*.iam）
- Bitmap(*.BMP)
- CADKEY（*.prt, *.ckd）
- Catia Graphics（*.cgr）
- Catia V5（*.catpart,*.catproduct）
- DXF（*.dxf），DWG（*.dwg）
- eDrawings（*.eprt,*.easm,*.edrw）
- Extended Reality（*.gltf）
- Extended Reality Binary（*.glb）
- Form Tool（*.SLDFTP）
- HCG（*.HCG）
- HOOPS HSF（* .HSF）
- IDF（*.emn, *.brd, *.bdf, *idb）
- IFC 2x3，IFC 4（*.ifc)
- IGES（*.igs, *.iges）
- JPEG（*.JPG）
- JT(*.jt)
- Lib Feat Part（*.lfp, *sldlfp）
- Mechanical Desktop (.mdt)
- Mesh Files(*.stl，*.obj，*.off，*.ply，*.ply2)
- Microsoft XAML（*.xaml）
- Microsoft XML Paper Specification(*.eprtx)
- PADS (*.asc)
- Parasolid（*.x_t, *.x_b, *.smt_txt, *xmt_bin）
- Part Templates（*.prtdot）
- Polygon Files（*.ply）
- Portable Network Graphics（*.PNG）
- ProStep EDMD (*.idx)
- PTC Creo Part（*.prt, *.prt.*, *.xpr）
- PTC Creo Assembly（*.asm, *.asm.*, *.xas）
- Rhino(*.3dm)
- Solid Edge Part（*.par, *.psm）
- Solid Edge Assembly（*.asm）
- SolidWorks Part Files（*.prt, *.sldprt）
- SolidWorks Assembly Files（*.asm, *.sldasm）
- SolidWorks Drawing Files（*.drw, *.slddrw）
- STEP AP203/214/242（*.step, *.stp）
- Template（*.prtdot, *.asmdot, *.drwdot）
- TIF（*.TIF）
- UGII（*.prt）
- VDAFS（*.vda）
- VRML（*.wrl）
- WMF(*.wmf)

## SolidWorks的合作夥伴
SolidWorks合作夥伴與具有黃金夥伴稱號的應用程式都是經由SolidWorks產品及服務上做其認證，補足了SolidWorks完成機械設計上問題解決管道。
具有黃金夥伴稱號的合作廠商則為軟體公司，這些軟體商設計與SolidWorks整合在一起的應用程式。黃金夥伴所提供的搭配應用程式範圍包括分析（CAE）、電腦輔助製造（CAM）、設計工程製圖、文件管理、以及機構與動力分析系統...等。

## 競爭對手
- Autodesk AutoCAD、Inventor
- Creo Parametric(Pro/ENGINEER)
- Solid Edge
- Onshape